# فرنان نیسوت
فرنان نیسوت (فرانسوی: Fernand Nisot‎; ۱۱ آوریل ۱۸۹۵ – ۳۱ ژوئیهٔ ۱۹۷۳) بازیکن فوتبال اهل بلژیک بود.
وی به‌همراه تیم ملی فوتبال بلژیک به مقام قهرمانی بازی‌های المپیک تابستانی ۱۹۲۰ دست پیدا کرده‌است. 